# Altstadt (Weißenburg)

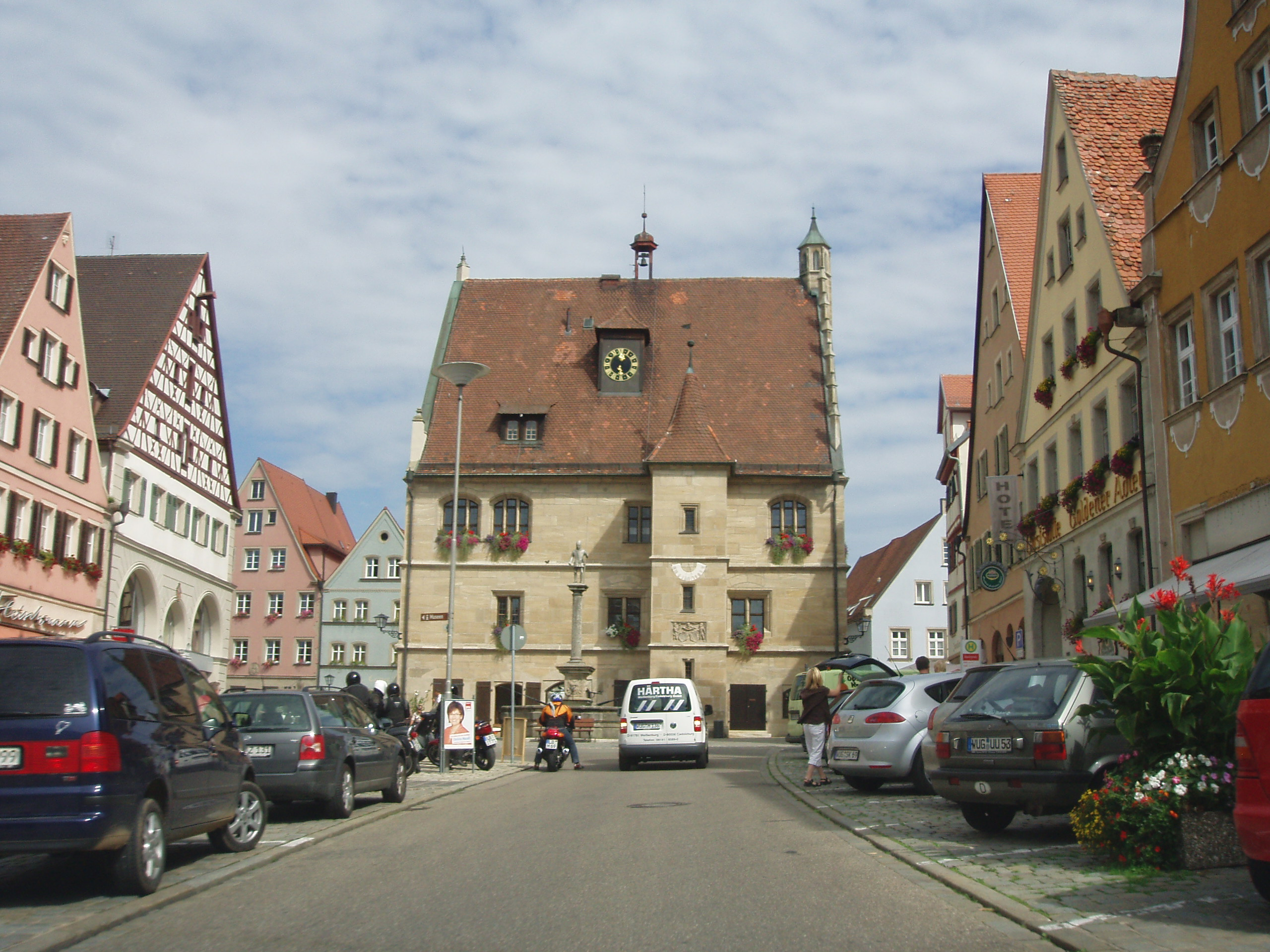
Das Alte Rathaus steht in der geografischen Mitte der Nördlichen Altstadt

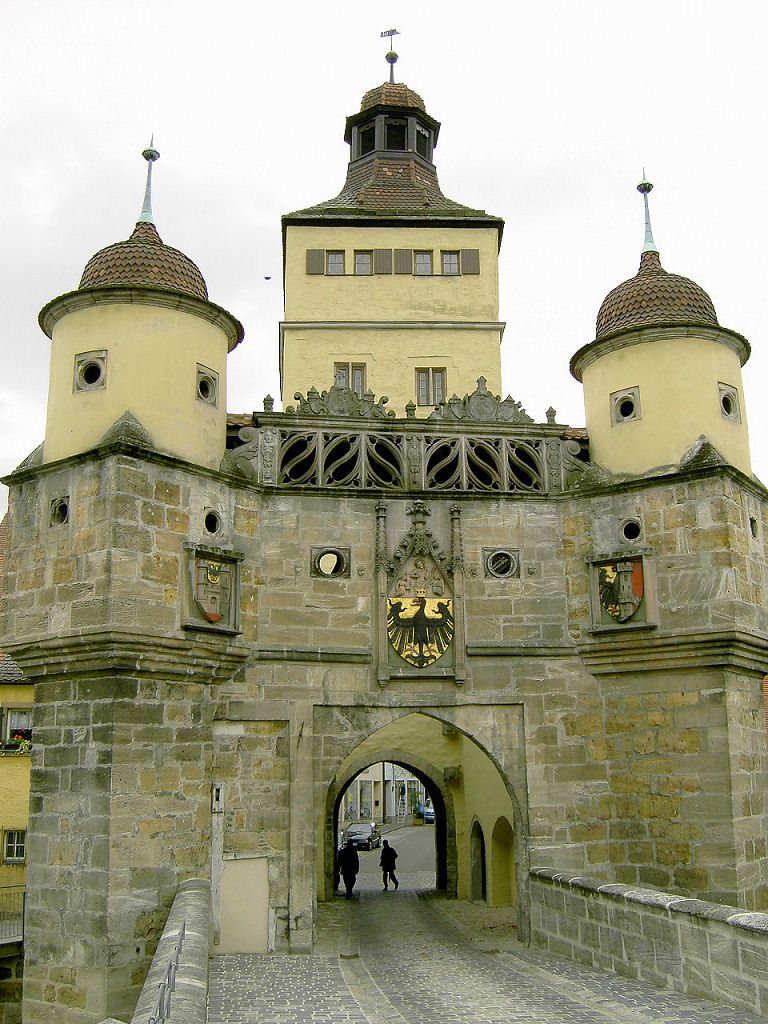
Das Ellinger Tor aus dem 14. Jahrhundert ist das Wahrzeichen der Stadt und ist das einzig erhaltene Stadttor Weißenburgs

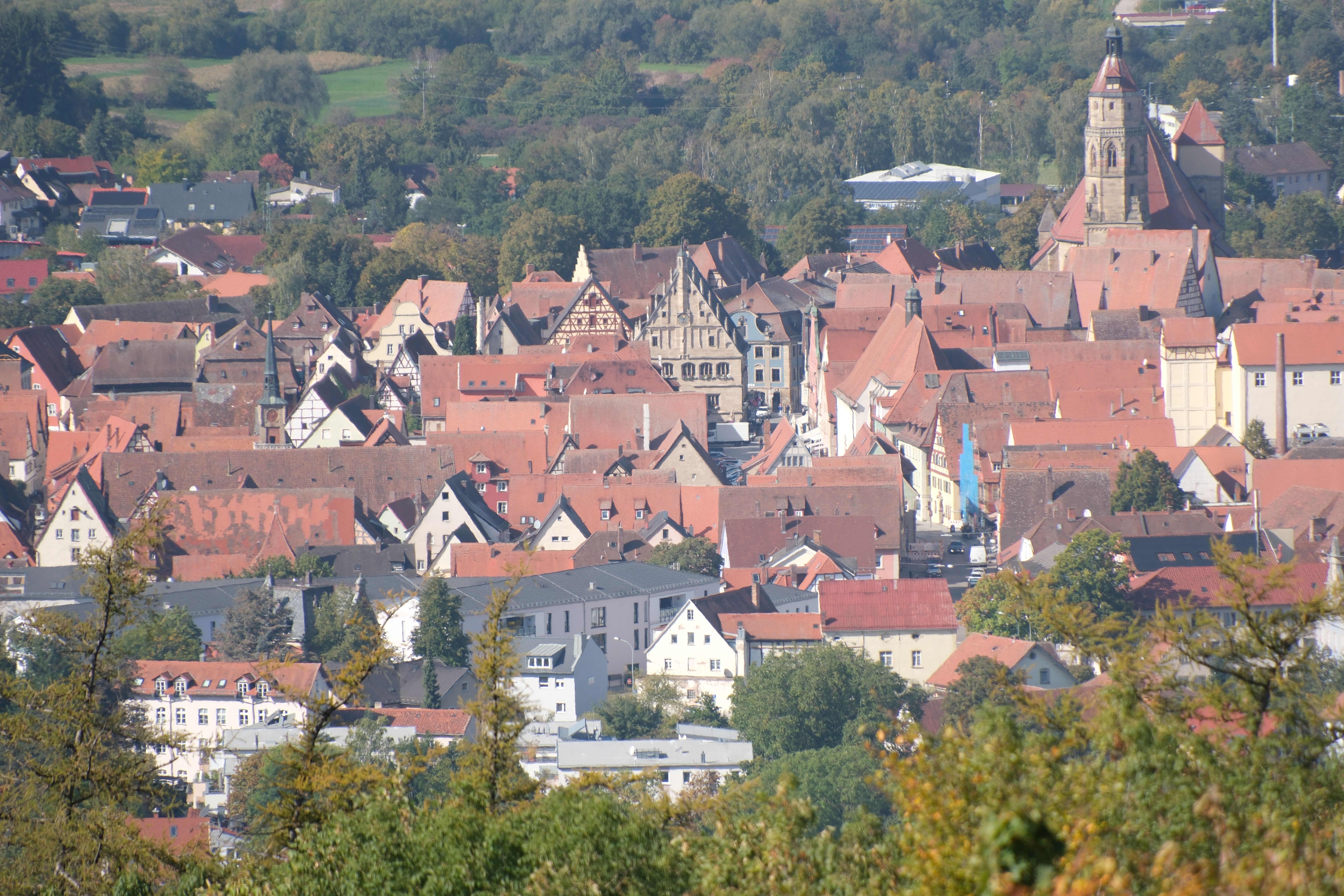
Die Altstadt von Weißenburg, von der Festung Wülzburg aus fotografiert

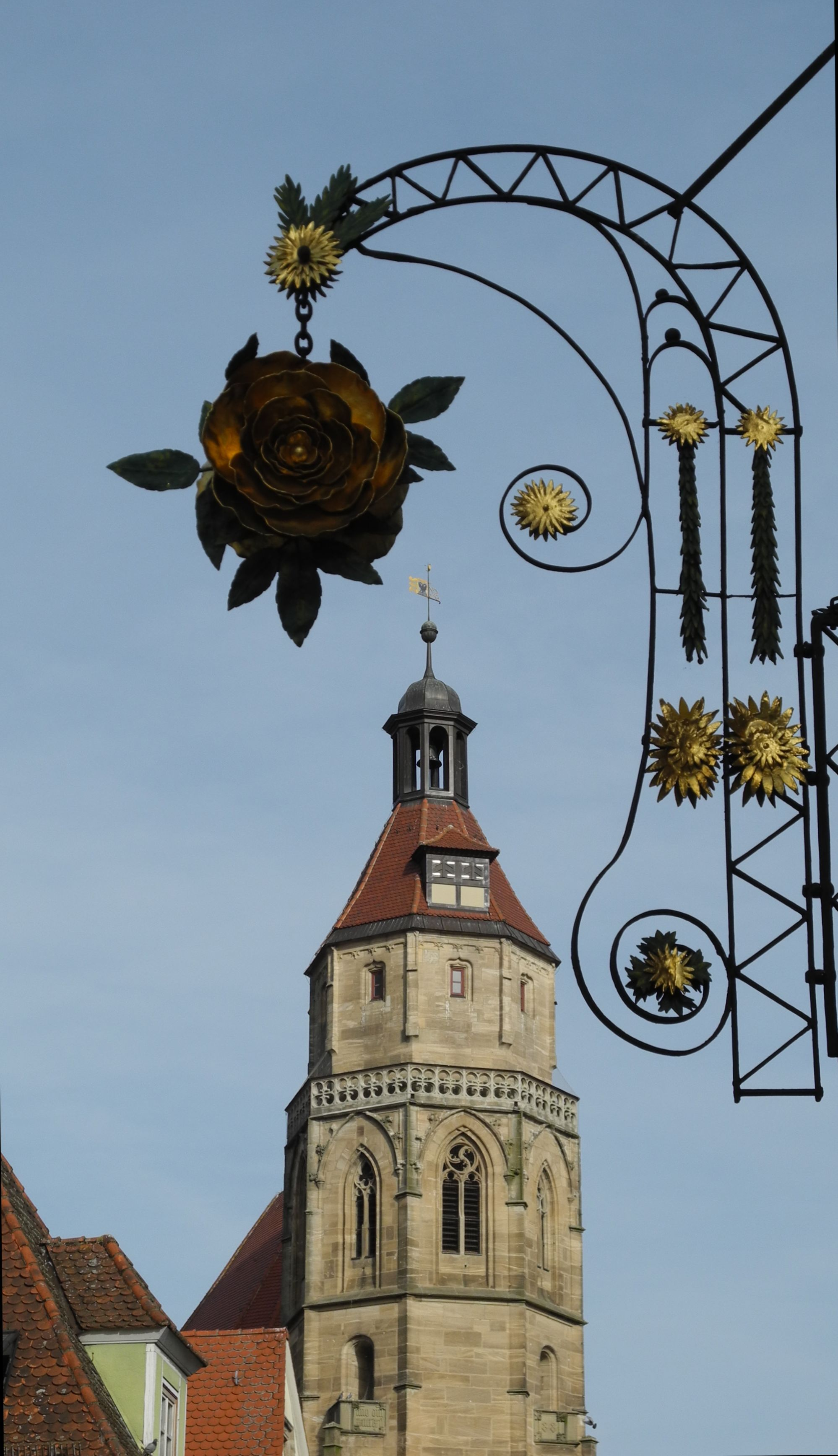
Die Stadtkirche St. Andreas bildet mit ihrem 65 Meter hohen Andreasturm das höchste Gebäude der Altstadt

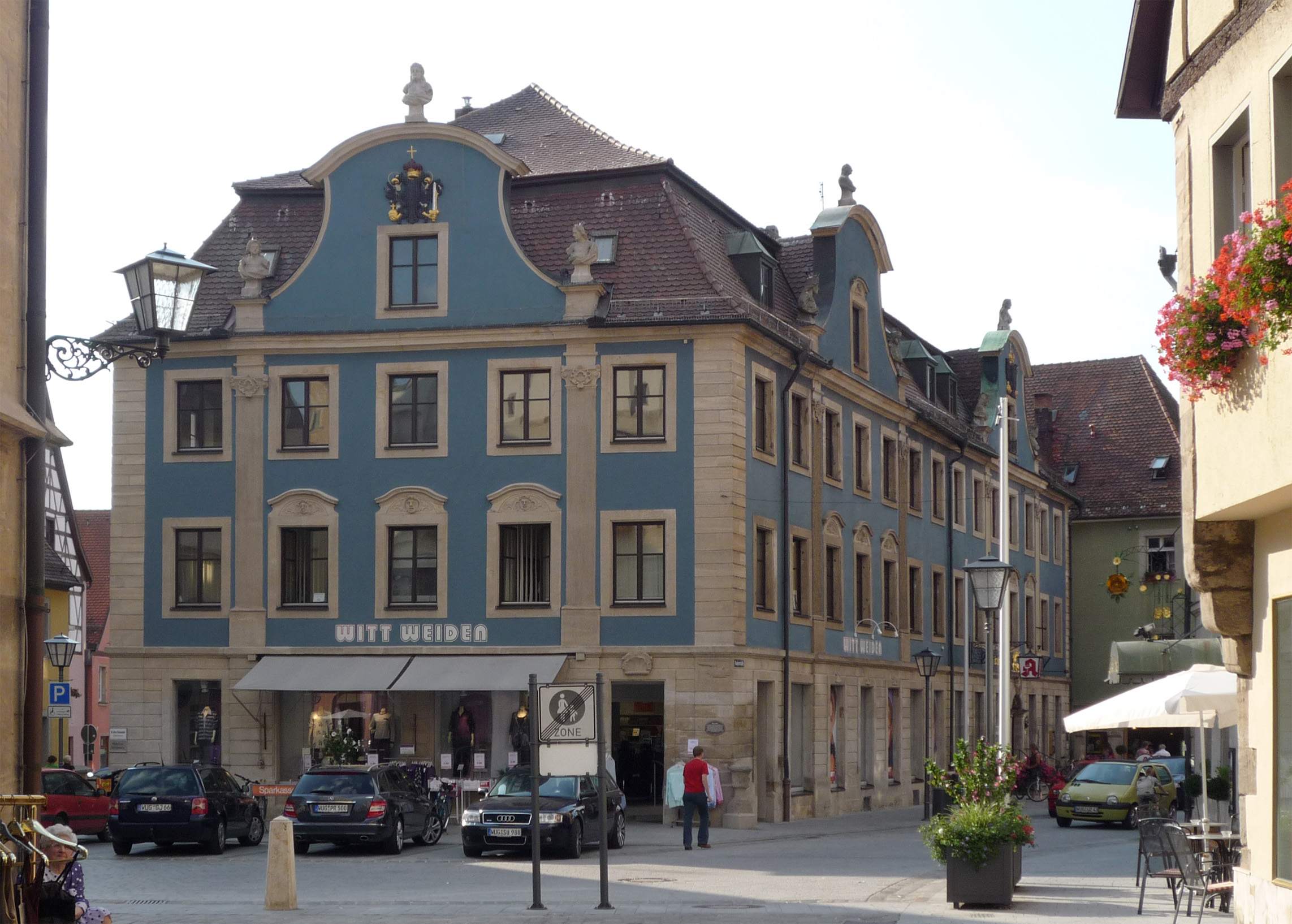
Das Blaue Haus an der Rosenstraße

Die Altstadt von Weißenburg ist der historische Stadtkern der ehemaligen Reichsstadt Weißenburg, einer Großen Kreisstadt im mittelfränkischen Landkreis Weißenburg-Gunzenhausen. Der historische Stadtkern ist ein Bodendenkmal und steht unter Ensembleschutz. Die Altstadt entspricht der Fläche innerhalb der Stadtmauer und seines bis zu 30 Meter breiten Grabens, der zum Teil zugeschüttet oder noch mit Wasser gefüllt ist. 

## Beschreibung
Die Altstadt hat die Form eines Quadrates mit abgerundeten Ecken. Mit einem Umfang von rund 2 Kilometer hat die Altstadt eine Fläche von 29 Hektar. Die größte Nord-Süd-Ausdehnung zwischen dem  Stadtzollhaus des Ellinger Tors im Norden und einem Wehrturm der Schießgrabenmauer aus dem 14. Jahrhundert im Süden beträgt 617 Meter. Die größte Ost-West-Ausdehnung zwischen einem Gasthaus aus dem Jahr 1815 (Nördliche Ringstraße 20) im Osten und dem ehemaligen Kommandantenhaus der Wülzburg von 1866 im Westen beträgt rund 635 Meter. 
Die Nördliche Altstadt, deckungsgleich mit der Altstadt vor der Stadterweiterung 1372, ist der dichter bebaute und älteste Teil der Altstadt. Deswegen befinden sich hier die fünf ältesten  Bürgerhäuser Weißenburgs (Luitpoldstraße 16, Judengasse 14, Marktplatz 3, Rosenstraße 10 und Rosenstraße 18), die drei großen  Plätze der Stadt, nämlich Am Hof, Luitpoldstraße und Marktplatz sowie die Stadtkirche St. Andreas und das Alte Rathaus. 
Die Vorstadt, auch Südliche Altstadt, entstand durch die Stadterweiterung 1372 und ist dementsprechend jünger und nicht so dicht bebaut wie die Nördliche Altstadt.

## Geschichte
Um 500 entstanden drei Siedlungskerne der späteren Stadt auf dem Gebiet der Nördlichen Altstadt. Im Jahre 1188 wurde Weißenburg erstmals als burgus bezeichnet. Die erste Stadtmauer stammt aus dem 12. und 13. Jahrhundert. Die Einwohnerzahl Weißenburgs, das 1296 zur Reichsstadt ernannt wurde, stieg im 14. Jahrhundert rasant an, weswegen mit einem kaiserlichen Steuerprivileg eine Stadterweiterung nach Süden hin finanziert wurde. Dabei wurde so großzügig geplant, dass eine Besiedlung außerhalb der Stadtmauer erst im 19. Jahrhundert notwendig wurde. Zu dieser Zeit wurden wegen der Modernisierung der Stadt mehrere Gebäude abgerissen, zum Beispiel das Frauentor (1878), das Obertor (1874), der Schrecker-Turm (1824/1825) und ein Teil der Schanzmauer (1874). Der Abriss des Ellinger Tors und des Alten Rathauses konnten verhindert werden. Bei einem Bombenangriff auf Weißenburg während des Zweiten Weltkriegs am 23. Februar 1945 wurden 22 Menschen getötet, die Altstadt blieb aber weitestgehend verschont.

## Sehenswürdigkeiten
Das Stadtbild ist geprägt von  spätmittelalterlichen  Fachwerkhäusern,  barocken Bürgerhäusern und  gotischen Repräsentativbauten: 
- Stadtkirche St. Andreas
- Altes Rathaus
- Ellinger Tor
- Stadtmauer mit 38 erhaltenen Wehrtürmen und Holzwehrgang
- Kaiser-Ludwig-Brunnen
- Schranne
- Alte Lateinschule
- Blaues Haus
- Lebküchnerhaus
- Spitalkirche zum Heiligen Geist
- Wildbad
- Karmeliterkirche